# Дукмасов (хутір)
Дукмасов (рос. Дукмасов; адиг. Дукмасов) — хутір Шовгеновського району Адигеї Росії. Входить до складу Дукмасовського сільського поселення.
Населення — 513 осіб (2015 рік).